# Port lotniczy Durango
Port lotniczy Durango (IATA: DGO, ICAO: MMDO) – port lotniczy położony na północny wschód od Durango, w stanie Durango, w Meksyku.